# 神谷光
神谷 光（かみや ひかる、男性、1985年1月21日 - ）は、日本の俳優、タレントである。
身長170cm、体重53kg、A型。2017年9月事務所ユニット『GEKIIKE』脱退。熊本県人吉市出身。愛称は「ぴかる」「ぴかたん」等。

## 出演

### 映画
- 北辰斜めにさすところ（2008年） - 書生 役
- タクミくんシリーズ3 美貌のディテイル（2010年1月公開） - 上級生 役

### テレビドラマ
- 危険な関係 第10話（2005年、THK） - ウェイター 役
- 恋のから騒ぎドラマスペシャル〜ひきこもりの女〜編（2005年、NTV） - AD 役
- きらきら研修医 第11話（2007年、TBS） - 新人医師 役
- 翼の折れた天使たち 第三夜「時」（2007年、CX） - バンドメンバー 役
- トップセールス 第6・7・8話（2008年、NHK） - SUB社員 役
- 天地人 最終回（2009年、NHK） - 徳川家臣 役
- 24時間テレビ「オードリー下積み秘話」ドラマ（2009年、NTV） - 若林役

### CM
- DHL
- 人材発見会社 ヒューマンリソシア
- 三菱電機ビル　テクノサービス

### 舞台
- 劇団ふるさときゃらばん 『ミュージカル・ホープランド』（2008年10月〜12月） - トンバ 役
- BUTLER×BATTLER 〜 執事王選手権 〜 （2010年1月21日〜24日） - ガスパッチョ・ストロガノフ 役
- Re-miniscence 〜 真実とは、何なんだろう 〜 （2010年10月7日〜11日） - カツオ 役
- Dandy cute dandy（2011年5月12日〜15日） - リク 役
- VAMPIRE HUNTER（2011年6月22日〜16日） - エクイタートス 役
- あの空に目一杯の声と掌で（2011年7月22日〜28日） - シゲル 役
- GOEMON痛快伝（2011年8月31日〜9月4日） - ジュエリーチョッチュネパパイヤ 役
- あの空に目一杯の声と掌で　再演（2011年10月7日〜9日） - シゲル 役
- GEKIIKE本公演vol.02『ライラック』（2011年11月16日〜20日） - ミツル 役
- Dandy cute dandy　再演（2012年2月8日〜12日） - リク 役
- コードギアス 反逆のルルーシュ 騒乱 前夜祭（イヴ）（2012年4月7日〜16日） - ルコント 役
- GEKIIKE本公演vol,03『君に降りそそぐ、天上の花』（2012年9月21日〜30日） - 暁南殿 役
- GEKIIKE本公演vol,04『空翔ける雷鳴の夜に』（2013年11月21日〜12月1日） - 石元鈴太郎 役
- ポセイドンの孫とYシャツと私（2014年3月26日〜31日） - 里見明 役
- さよならメッセンジャー（2014年5月14日〜18日） - 佐々木広太 役

### その他
- DJ OZMAのバックダンサーとして、ANB「Mステ」、NTV「うたわら」、TBS「うたばん」、CX「HEY!HEY!HEY!」に出演
- 美少年プロレスにも所属。2014年6月13日新木場1stRINGで旗揚げ公演を行っている。第二回大会2014年8月8日他、10月12月にも公演を予定している。